# Котробай Василь Онуфрійович

Василь Онуфрійович Котробай (13 червня 1919 — 2 січня 1995) — радянський військовик, в роки Другої світової війни — командир гармати 49-го гвардійського артилерійського полку 23-ї гвардійської стрілецької дивізії 3-ї ударної армії, гвардії старшина. Повний кавалер ордена Слави.

## Життєпис
Народився в селі Гольма Друга, нині — Гольма Балтської міської громади Одеської області, в селянській родині. Українець. Закінчив 7 класів школи і педагогічне училище у 1938 році. Працював вчителем початкових класів.
До лав РСЧА призваний Григоріопольським РВК АМСРР у 1939 році. Учасник німецько-радянської війни, у діючій армії з 13 серпня 1941 року. Воював на Північному, Карельському, 3-му Прибалтійському та 1-му Білоруському фронтах. Член ВКП(б) з 1944 року.
7 вересня 1944 року у боях поблизу села Боярська гвардії сержант В. О. Котробай вивіз свою гармату на відкриту вогневу позицію і прямим наведенням в упор обстріляв село, в якому засів ворог. При цьому знищив 2 гармати, 2 кулемети і 1 міномет супротивника, чим сприяв просуванню піхоти вперед.
2 лютого 1945 року при відбитті контратаки супротивника південно-східніше міста Ратценбург (Німеччина) обслуга гармати під командуванням гвардії сержанта В. О. Котробая знищила до 20 ворожих солдатів, змусивши решту відступити. Того ж дня прямим наведенням знищив спостережний пункт супротивника.
На підступах до Берліна вивів свою гармату на пряме наведення і підтримав наступ стрілецьких підрозділів. У вуличних боях за Берлін обслуга його гармати вела вогонь по вогнищах спротиву ворога, завдавши йому відчутної шкоди.
Демобілізований у 1945 році. Мешкав у Вінниці, працював в органах МВС УРСР, майор внутрішньої служби. Похований на Центральному кладовищі вінниці.

## Нагороди
Нагороджений орденами Вітчизняної війни 1-го ступеня (11.03.1985), Слави 1-го (15.05.1946), 2-го (13.03.1945) та 3-го (02.10.1944) ступенів, медалями, у тому числі «За відвагу» (29.10.1943).